# Vărădia
Vărădia is een Roemeense gemeente in het district Caraș-Severin.
Vărădia telt 1618 inwoners.